# Gavignano
Gavignano (en cors Gavignanu) és un municipi francès, situat a la regió de Còrsega, al departament d'Alta Còrsega. L'any 1999 tenia 55 habitants.

## Demografia
| 1962 | 1968 | 1975 | 1982 | 1990 | 1999 |
| ---- | ---- | ---- | ---- | ---- | ---- |
| 87   | 97   | 43   | 42   | 51   | 55   |

## Administració
| Període   | Identitat                 | Partit | Qualitat |  |
| --------- | ------------------------- | ------ | -------- |  |
| 1971-1989 | François Baptiste Delfini |        |          |  |
| 1989-1991 | Marius Pasqualini         |        |          |  |
| 1991-     | Marie-Jeanne Pasqualini   |        |          |  |